# Stazione meteorologica di Seriole
La stazione meteorologica di Seriole è una stazione meteorologica installata nell'agosto 2007.

## Coordinate geografiche
La stazione meteorologica nella valle del rio San Marino a 455 m, poco lontano dal confine con l'Italia a Chiesanuova in Strada delle Seriole. È una delle stazioni meteorologiche di MeteoTitano, il centro meteorologico sammarinese.